# Lettere di Ignazio
Le Lettere di Ignazio sono sette lettere attribuite al vescovo e martire Ignazio di Antiochia (107–110), detto L'Illuminatore, scritte in greco nei primi anni del II secolo. Dalla tradizione cristiana e dagli studiosi contemporanei sono ritenute autentiche. Le epistole, di argomento teologico, furono scritte prima del martirio.
Primo nella letteratura cristiana, Ignazio attribuì alla Chiesa l'appellativo di «cattolica», cioè «universale»: «Dove è Gesù Cristo, lì è la Chiesa cattolica» (Lettera agli Smirnesi 8,2).

## Ilcorpusdi lettere di Ignazio
Ignazio ha lasciato un corpus di lettere redatte durante il viaggio che lo portò da Antiochia a Roma, dove subì il martirio. La prima tappa del suo viaggio fu Smirne. Qui Ignazio scrisse quattro lettere, rispettivamente alle Chiese di Efeso, di Magnesia, di Tralles e di Roma. Partito da Smirne, Ignazio giunse nella Troade, dove sostò per qualche tempo. Dalla Troade spedì tre lettere: due alle comunità di Filadelfia e di Smirne, e una al vescovo di Smirne, Policarpo.
Di tale corpus si sono conservate tre redazioni diverse, definite dagli studiosi:
- «recensione media», la recensione ritenuta autentica delle sette lettere di Ignazio;
- «recensione lunga», le sette lettere della recensione media, con varie interpolazioni di stampo apollinarista risalenti al IV o V secolo, e altre sei lettere apocrife; fu una recensione molto diffusa, la cui editio princeps latina risale al 1498 e quella greca al 1557;
- «recensione breve», la recensione in cui tre lettere della recensione media (Agli Efesini, Ai Romani, A Policarpo) compaiono in forma più breve; questa recensione si è conservata in una traduzione siriaca pubblicata nel 1845.

Il fatto che queste epistole compaiano in diversi formati ha fatto suscitare molti dubbi sulla loro autenticità. Dopo una discussione durata svariati decenni, tra la fine del XIX secolo e l'inizio del XX, si è convenuto che la versione autentica fosse quella media. La forma lunga e la forma breve sarebbero state redatte a posteriori e non apparterrebbero a Ignazio. Nonostante la comunità degli studiosi abbia trovato un accordo, il dibattito continua tutt'oggi.

### Corpusdelle lettere
La recensione media consta di sette lettere:
1. Lettera agli Efesini;
2. Lettera ai Magnesiaci;
3. Lettera ai Tralliani;
4. Lettera ai Romani;
5. Lettera ai Filadelfiesi;
6. Lettera agli Smirnesi;
7. Lettera a Policarpo.

## Fonti antiche
Le lettere sono state tramandate, con l'eccezione della Lettera ai Romani, dal codice Mediceo Laurenziano 57,7, databile all'XI secolo. La Lettera ai Romani è contenuta nel codice Parigino greco 1451 (risalente ai secoli X-XI), dov'è incorporata nello scritto intitolato Martirio di Ignazio. Parte della lettera alla comunità di Smirne (capitoli 3-12, 1) è contenuta nel papiro di Berlino 10581 (V secolo).

## Le lettere pseudoepigrafe
Nella recensione lunga delle lettere ignaziane furono inserite anche altre lettere, oggi ritenute pseudoepigrafe:
- Lettera di Maria proselita a Ignazio;
- Lettera di Ignazio a Maria, proselita;
- Lettera di Ignazio ai Tarsiani;
- Lettera di Ignazio agli Antiocheni;
- Lettera di Ignazio a Erone, diacono di Antiochia;
- Lettera di Ignazio ai Filippesi.

Fanno inoltre parte delle lettere attribuite a Ignazio quattro lettere indicate come Corrispondenza con san Giovanni e la Vergine:
- Lettera di Ignazio a Giovanni apostolo;
- Seconda lettera di Ignazio a Giovanni apostolo;
- Lettera di Ignazio a Maria Vergine;
- Lettera di Maria Vergine a Ignazio.